# Eduard Gans
Eduard Gans (Berlino, 22 marzo 1797 – Berlino, 5 maggio 1839) è stato un giurista, filosofo e storico del diritto tedesco.

## Biografia
Nato a Berlino da una rinomata famiglia di banchieri ebrei, nel 1816 inizia a studiare giurisprudenza a Berlino con Friedrich Carl von Savigny, nel 1817 prosegue i suoi studi a Gottinga con Gustav Hugo e li conclude ad Heidelberg nel 1819 con Anton Friedrich Justus Thibaut (1772-1840). 
Nel 1819 fondò il circolo studentesco ebraico Verein für Kultur und Wissenschaft des Judentums (Associazione per [lo studio] della cultura e della scienza ebraiche) da cui nacque il movimento culturale chiamato Wissenschaft des Judentums.
Nel 1820, al termine degli studi, tornò a Berlino dove si dedicò attivamente all'impegno politico-culturale per la emancipazione degli ebrei.
Solo dopo il battesimo cristiano, avvenuto a Parigi il 12 dicembre 1825, si apriranno per Gans le porte della Facoltà di Giurisprudenza di Berlino, prima come professore straordinario (marzo 1826) e poi con l'ordinariato (1828).
In quel periodo la scuola storica del diritto, guidata da Friedrich Carl von Savigny (1779-1861), era al suo apice.
Nel frattempo Gans aveva trovato in Hegel il suo maestro e mentore, e grazie alla sua formazione hegeliana tendeva a considerare e a trattare il diritto in una prospettiva storica, per cui applicò il suo metodo ad una particolare branca della disciplina: il diritto di successione. 
La sua opera maggiore Erbrecht in weltgeschichtlicher Entwicklung (1824, 1825, 1829 e 1835) è di immenso valore non solo per la sua estensiva analisi dei fatti ma anche per il modo ammirevole con cui è presentata la teoria generale dell'evoluzione degli istituti giuridici.
Nel 1830, e in seguito nel 1835, Gans visitò Parigi, e strinse una stretta amicizia con i maggiori esponenti della cultura e della critica letteraria del luogo. La liberalità di vedute, specie in materia politica, attirò su Gans il sospetto e l'attenzione del governo Prussiano, che proibì un suo corso di lezioni sulla storia degli ultimi cinquant'anni (pubblicato come Vorlesungen über die Geschichte der letzten fünfzig Jahre, Leipzig, 1833-1834).

### Morte
Gans morì improvvisamente in seguito a un colpo apoplettico il 5 maggio 1839.